# Bandera de Milagro
La bandera de la ciudad de Milagro y del cantón Milagro se define el 26 de agosto de 1960 en el Consejo Cantonal de Milagro, presidido por Vicente Concha  Pingel. Se compone de un rectángulo de proporción 1:2 que se divide en dos rectángulos iguales:
- el cuartel superior, blanco, representa la pureza y virtud de la mujer milagreña;
- el cuartel inferior, verde, la importancia agrícola de Milagro y sus verdes sembríos.

En la esquina superior izquierda se encuentran cinco estrellas rojas, que representan la parroquias que integran el Cantón Milagro.